# Cmentarz Radotínski (Na Pískách)
Cmentarz Radotínski (cz. Radotínský hřbitov) – cmentarz położony w stolicy Czech w dzielnicy Praga 5 (Radotín) przy ulicy Zderazskiej.

## Historia
Cmentarz powstał w 1984 jako nowe miejsce grzebalne dla pochówków tradycyjnych na skraju Wielkiego Lasu Radotínskiego, który jest częścią obszaru chronionego krajobrazu Czeski Kras w centralnej części dzielnicy Radotín. Północno-zachodnia granica cmentarza jest również granicą administracyjną miasta. 